# وادي تعشر
وادي تَعشُر هو أحد الأودية التي تقع في منطقة جازان الواقعة جنوب غربي المملكة العربية السعودية. يبلغ طول الوادي 50 كم ومتوسط انحداره 3 م / كم. ينبع من الحدود اليمنية السعودية وتحديداً جنوب قرية السرداح، ويصب في البحر الأحمر وتحديداً غرب ديحمة، ومن أهم روافده وادي المغيالة، ومن روافده أيضاً وادي الملح بالإضافة إلى عدد كبير من الشعاب التي تصب فيه، ويخترق هذا الوادي محافظة الطوال من الجنوب إلى الشمال ويسقي جزء كبير من أراضي هذه المحافظة.